# Singer Triangular Series 2000
Die Singer Triangular Series 2000 war ein Drei-Nationen-Turnier das vom 5. bis zum 14. Juli 2000 in Sri Lanka im One-Day Cricket ausgetragen wurde. Bei dem zur internationalen Cricket-Saison 2000 gehörenden Turnier nahmen neben dem Gastgeber die Mannschaften aus Pakistan und Südafrika teil. Im Finale konnte sich Sri Lanka mit 30 Runs gegen Südafrika durchsetzen.

## Vorgeschichte
Pakistan und Sri Lanka spielten direkt zuvor eine Test-Tour in Sri Lanka, die Pakistan mit 2–1 gewann. Für Südafrika war es die erste Tour der Saison.

## Format
In einer Vorrunde spielte jede Mannschaft gegen jede zweimal. Für einen Sieg gab es zwei, für ein Unentschieden oder No Result 1 Punkt. Die beiden Gruppenersten qualifizierten sich für das Finale und spielten dort um den Turniersieg.

## Stadion
Die folgenden Stadien wurden als Austragungsorte vorgesehen.
| Stadion                            | Stadt   | Kapazität | Spiele                |
| ---------------------------------- | ------- | --------- | --------------------- |
| R. Premadasa Stadium (RPS)         | Colombo | 35.000    | 3. & 4. Spiel; Finale |
| Sinhalese Sports Club Ground (SSC) | Colombo | 10.000    | 5. & 6. Spiel         |
| Galle International Stadium        | Galle   | 35.000    | 1. & 2. Spiel         |

## Kaderlisten
Sri Lanka benannte seinen Kader am 3. Juli 2000.
| ODI | ODI | ODI |
| Sri Lanka | Pakistan | Südafrika |
| --- | --- | --- |
| - Sanath Jayasuriya (K) - Russel Arnold - Marvan Atapattu - Upul Chandana - Kumar Dharmasena - Avishka Gunawardene - Mahela Jayawardene - Muttiah Muralitharan - Kumar Sangakkara (wk) - Eric Upashantha - Chaminda Vaas - Pramodya Wickramasinghe - Nuwan Zoysa | - Moin Khan (K & wk) - Abdul Razzaq - Arshad Khan - Azhar Mahmood - Inzamam-ul-Haq - Mohammad Akram - Mohammad Yousuf - Mushtaq Ahmed - Saeed Anwar - Shabbir Ahmed - Shahid Afridi - Shoaib Malik - Waqar Younis - Younis Khan | - Shaun Pollock (K) - Paul Adams - Nicky Boje - Mark Boucher (wk) - Daryll Cullinan - Andrew Hall - Nantie Hayward - Jacques Kallis - Gary Kirsten - Lance Klusener - Neil McKenzie - Makhaya Ntini - Jonty Rhodes - David Terbrugge |

## Spiele

### Vorrunde
Tabelle
| Teams     | Sp. | S | N | U | R | NR | Punkte | NRR    |
| --------- | --- | - | - | - | - | -- | ------ | ------ |
| Sri Lanka | 4   | 4 | 0 | 0 | 0 | 0  | 8      | +1.017 |
| Südafrika | 4   | 2 | 2 | 0 | 0 | 0  | 4      | −0.329 |
| Pakistan  | 4   | 0 | 4 | 0 | 0 | 0  | 0      | −0.629 |

Sieg: 2 Punkte; Remis: 1 Punkte
Spiele
| 5. Juli Scorecard | Galle | Pakistan 164-8 (45/45)          | – | Sri Lanka 166-5 (37.3/45) |
|                   |       | Sri Lanka gewinnt mit 5 Wickets |   |                           |

| 6. Juli Scorecard | Galle | Sri Lanka 249-7 (50)          | – | Südafrika 212 (48.2) |
|                   |       | Sri Lanka gewinnt mit 37 Runs |   |                      |

| 8. Juli Scorecard | Colombo (RPS) | Südafrika 241-6 (50)          | – | Pakistan 223-9 (50) |
|                   |               | Südafrika gewinnt mit 18 Runs |   |                     |

Die pakistanischen Spieler Waqar Younis und Azhar Mahmood wurden auf Grund von Ballmanipulationen mit einer Geldstrafe belegt. Die zusätzliche Sperre von Younis für ein Spiel war die erste Suspendierung in einem internationalen Spiel für Ballmanipulationen.
| 9. Juli Scorecard | Colombo (RPS) | Pakistan 240-6 (50)             | – | Sri Lanka 244-4 (49.2) |
|                   |               | Sri Lanka gewinnt mit 6 Wickets |   |                        |

| 11. Juli Scorecard | Colombo (SSC) | Südafrika 167 (49.2)            | – | Sri Lanka 168-2 (27.3) |
|                    |               | Sri Lanka gewinnt mit 8 Wickets |   |                        |

| 12. Juli Scorecard | Colombo (SSC) | Pakistan 153 (44.1)             | – | Südafrika 156-3 (37.3) |
|                    |               | Südafrika gewinnt mit 7 Wickets |   |                        |

### Finale
| 14. Juli Scorecard | Colombo (RPS) | Sri Lanka 294-7 (50)          | – | Südafrika 264-9 (50) |
|                    |               | Sri Lanka gewinnt mit 30 Runs |   |                      |